# Ожиганово (Марий Эл)
Ожиганово (мар. Жиган) — деревня в Советском районе Республики Марий Эл. Входит в состав Вятского сельского поселения.

## Географическое положение
Находится в центральной части республики Марий Эл на расстоянии приблизительно 11 км по прямой на север от районного центра посёлка Советский.

## История
Возникла в начале XIX века, первоначально называлась Алтамерка, по названию местной речки. В 1905 году здесь было отмечено 58 дворов и 325 жителей. В середине 1950-х годов в деревне насчитывалось 127 домов. В советское время работали промколхоз «Передовик», артели «Передовик» и «Трудовик», колхозы имени Молотова, «Броненосец Потёмкин».

## Население
Население составляло 23 человека (48 % мари, 48 % русские) в 2002 году, 21 в 2010.